# San Francisco Rush: Extreme Racing
San Francisco Rush: Extreme Racing es un videojuego desarrollado por Atari Games y publicado por Midway Games. Este juego fue lanzado para el sistema arcade Atari Flagstaff en 1996 y fue portado a la Nintendo 64 en 1997 y la PlayStation en 1998. San Francisco Rush: Extreme Racing es el primer juego de la serie Rush.

## Jugabilidad

### San Francisco Rush: Extreme Racing
Lanzado en 1996, el original San Francisco Rush: Extreme Racing cuenta con tres pistas únicas que tienen lugar en San Francisco, California y ocho vehículos jugables. San Francisco Rush: Extreme Racing es el primer juego para el uso del Atari Flagstaff motor.

### San Francisco Rush: The Rock
Publicado en 1997, la segunda entrega de Rush, trae cuatro pistas únicas, incluyendo la isla de Alcatraz, y se introdujeron cuatro coches nuevos.

### San Francisco Rush: The Rock: Wave Net
Lanzado en 1998, la tercera y última entrega de San Francisco Rush: Extreme Racing, es una versión actualizada de The Rock con el apoyo en línea multijugador.

## Pistas

### San Francisco Rush: Extreme Racing
| Dificultad   | Nombre De La Pista | Descripción |
| Principiante | Golden Gate        | El curso comienza en las afueras de San Francisco y cruza el Puente Golden Gate. Cuenta con vueltas fáciles y notables accesos directos.                                                              |
| Avanzado     | Embarcadero        | Comienza cerca del Palacio de Bellas Artes y continúa hasta la carretera del Puerto marítimo. Tiene una mezcla de fácil y difícil vueltas y algunos notables accesos directos.                        |
| Extrema      | Mercado            | Comienza en el Centro de la zona de San Francisco y sigue un curso desafiante a través de The Twin Peaks de la zona. Luego, regresa a la zona urbana de Chinatown antes de llegar a la línea de meta. |

### San Francisco Rush The Rock: Alcatraz Edition
| Dificultad | Nombre De La Pista  | Descripción |
| The Rock   | The Rock            | Un hipódromo en la famosa isla de Alcatraz, la prisión de la isla. |
| Avanzado   | Centro de la ciudad | Con sede en San Francisco, en el Centro de la Zona, la pista cuenta con varias rutas a la línea de meta. |
| Extrema    | Alturas             | Partiendo desde el puerto de la pista de vientos en el noreste de San Francisco, incluyendo Russian Hill y de la Marina de los distritos.                                                                       |
| Extrema    | Puesta de sol       | El curso se inicia en la Gran Carretera cerca de San Francisco del Océano de la Playa y se mete en las áreas montañosas cerca del Final de la Tierra así como las zonas verdes que rodean el Lago de la Merced. |

## Ports

### Nintendo 64
Rush fue portado a la Nintendo 64 en 1997. Esta conversión contiene seis regulares pistas y dos pistas ocultas. Las pistas regulares se pueden ejecutar en cualquiera de las acciones de invertir o especular, y modos de función de agregado de colección. Claves ocultas a lo largo de la pista, que se puede utilizar para desbloquear vehículos ocultos. La mayoría de los coches originales apareció en esta conversión, pero algunos de los de San Francisco Rush The Rock: Alcatraz Edition, no están presentes. Esta conversión contiene un Modo de Práctica y un modo Carrera de la Muerte donde el juego termina si el jugador choca. La Nintendo 64, Rush también incluye un Circuito y un Modo de ahorrar para Tiempos Rápidos, circuito de progreso, y las objetos ocultos que el jugador puede encontrar en lugares secretos para desbloquear nuevos coches.
San Francisco Rush The Rock: Alcatraz Edition iba a ser portado a la Nintendo 64 para el lanzamiento de 1998, pero, a pesar de los anuncios incluidos en la caja de la consola Nintendo 64 que indica que el juego fue "que Viene el Otoño de 1998 para Nintendo 64," esa tarde fue reportado como una declaración errónea, y que el anuncio era en realidad destinados exclusivamente para la versión de arcade, que incluye todos los temas que ya estaban en la versión de Nintendo 64.

### Game Boy Color
Rush fue planeado para ser portado a la Game Boy Color, pero el proyecto fue cancelado porque los editores, no se encontraban apto a un desarrollador para esa conversión.

### Sony PlayStation
Rush fue portado a la PlayStation de Sony en 1998. Esta conversión contiene tres pistas, además de un bono exclusivo de la pista. Ninguno de la música original de la Arcade ni de las otras versiones caseras está presente, y el locutor de la voz ha sido modificada, pero algunos de sus voiceover está incluido en el juego. Algunos de los modos de la Nintendo 64 están incluidos. La Carrera de la Muerte en modo fue cambiado el nombre de: Carrera Extrema, y el modo circuito que fue incluido, pero con menos pistas. Hay dos modos exclusivos: Modo GP y Modo Explosivo. La versión de PlayStation tiene todos los ocho coches originales, pero ninguno de los San Francisco Rush The Rock: Alcatraz Edition. La jugabilidad también es diferente de la versión de arcade, como la gravedad es mayor que en la versión arcade, reduciendo el salto de tiempo aire, y la sensibilidad del volante también se ha modificado.

### PC
San Francisco Rush The Rock: Alcatraz Edition fue lanzado en PC, exclusivamente con la tarjeta de vídeo 3DFX Quantum Obsidian, y fue diseñado para ejecutarse sólo en esa tarjeta. Puede, sin embargo, que se ejecuta en más tarjetas de video modernas a través de la utilización de los modificados .exe y un glide wrapper para soporte de deslizamiento. Es casi perfecta de la conversión del juego de arcade, a pesar de que sufre de varios problemas de detección de colisión y otros errores.

### Otros ports
San Francisco Rush The Rock: Alcatraz Edition fue lanzado a Midway Arcade Treasures 3 para la nintendo Gamecube, PlayStation 2 y Xbox y también se incluye en Midway Arcade Treasures Deluxe Edition para PC. La versión Arcade Treasures es una recreación del juego original, con un nuevo motor de física y cambios de sonido: El juego del audio fue reemplazado en su totalidad con un nuevo locutor de voz, utiliza mezclada o alterada las pistas de música, y tiene completamente diferentes efectos de sonido. Esta versión recibió fuertes críticas por parte de los fanes de las alteraciones realizadas en el audio junto con el nuevo motor de física, que fue reportado a buggy y un tanto líado de la gravedad en el juego. La versión de PC había un error crítico donde el coche se va más de 200 mph, y luego volar si pisa el acelerador sin frenar.

## Secuelas
San Francisco Rush fue seguido por 2 secuelas.
El segundo fue Rush 2: Extreme Racing USA, publicado en 1998 exclusivamente para Nintendo 64.
La tercera fue un juego futurista San Francisco Rush 2049, que fue lanzado en 1999 para la arcade y portado a la Sega Dreamcast y Nintendo 64 en el año 2000.